# Dan Humphrey
 (mai 2008).
Si vous disposez d'ouvrages ou d'articles de référence ou si vous connaissez des sites web de qualité traitant du thème abordé ici, merci de compléter l'article en donnant les références utiles à sa vérifiabilité et en les liant à la section « Notes et références ».
Daniel Randolph Jonah Humphrey, dit Dan, est un personnage de fiction de la série littéraire Gossip Girl, de la série télévisée éponyme, né le 26 avril 1990. Il est l'un des personnages principaux de la série, interprété à l'écran par Penn Badgley. Dan Humphrey est le fils de Rufus Humphrey, il a une sœur cadette, Jenny, sa mère est quasi absente de la série. Dan et sa famille vivent à Brooklyn, New York, alors que tous ses camarades vivent dans l'Upper East Side : il étudie en effet au lycée privé pour garçons St. Jude. 
Il est décrit comme quelqu'un d'attirant et de sensible, aimant écrire des poèmes, l'un de ses écrits « Sluts » sera d'ailleurs publié dans le New Yorker. Il analyse trop et se retrouve facilement frustré. Il est très proche et protecteur envers sa sœur cadette qui étudie elle aussi dans une école privée, réservée aux filles : Constance Billard située dans la Madison Avenue où étudie Serena Van Der Woodsen, la fille de ses rêves pour qui il fera tout pour rentrer dans le monde de l'Upper East Side.

## Dans le livre
Description physique : Dan est grand (un mètre et quatre-vingt centimètres de haut), maigre, a la peau pâle, le visage cireux, des cheveux noirs et hirsutes, de longues pattes et des yeux marrons.
Biographie : Daniel Randolph Jonah Humphrey -dit Dan- est un talentueux poète existentialiste maigre et sensible qui boit des litres et des litres de café instantané par jour et enchaîne les cigarettes à un rythme effréné. Il loge dans un appartement délabré de l'Upper West Side avec son père Rufus Humphrey -un éditeur bohème et beatnik de poètes mineurs de la Beat Generation- sa sœur, Jenny, de trois ans sa cadette et leur chat, Marx. Il n'a plus de contact avec sa mère, Jeannette, une artiste hippie quelque peu exubérante, depuis que celle-ci a définitivement quitté le domicile familial du jour au lendemain pour aller s'installer en Europe avec un riche aristocrate. Dan est un pessimiste qui voit souvent le mauvais côté des choses et est amoureux de la mort. C'est aussi un romantique dont l'imagination s'emballe dans les pires moments. Il a une fâcheuse tendance à sur-analyser les événements et ses émotions et engrange ainsi beaucoup de frustration car il peine à gérer le décalage entre la réalité -bien souvent décevante à ses yeux- et ses fantasmes. Il veille sur les personnes qu'il aime et se montre particulièrement protecteur envers sa sœur cadette. Son meilleur ami est Zeke Freedman qu'il connaît depuis le CE1. Au cours de son année de terminale au lycée, l'un de ses poèmes (intitulé Salopes) est publié dans le New Yorker, ce qui lui vaut d'être contacté par un célèbre agent littéraire, Rusty Klein, qui le recommande ensuite comme stagiaire au rédacteur de la Lettre Rouge, la revue littéraire la plus prestigieuse du monde. L'amour de sa vie est Vanessa Abrams, mais il n'a pas toujours été pour elle le meilleur des petits amis. Il l'a notamment trompée avec Mystery Craze, une poétesse aux dents jaunes, effroyablement maigre. Durant une brève période, même s'il n'a jamais été doté du moindre talent musical, Dan a aussi été le parolier et le chanteur du groupe de rock en vogue The Raves avant d'en être renvoyé par Damian, son bassiste, à la suite d'une pitoyable performance lors d'un concert. Le jeune homme fréquente le lycée privé pour garçons Riverside Prep (= Riverside Preparatory School for Boys) avec Chuck qu'il déteste. À la fin de ses études secondaires, il reçoit des mains de son proviseur le E.B. White Writing Award, un prix prestigieux qui récompense les résultats exceptionnels d'un étudiant de Riverside Prep dans le domaine de l'écriture créative. Après la remise des diplômes, Dan intègre la faculté de lettres de l'Evergreen State College mais demande son transfert vers la célèbre université Columbia dès la fin du premier semestre pour pouvoir retourner auprès de sa petite amie, Vanessa, à New York et y termine alors son cycle d'études au sein du département de littérature. Dans le même temps, un autre de ses poèmes -intitulé Serena- est publié dans le New Yorker. Au terme de ses études supérieures, Dan est admis dans une prestigieuse école de poésie située dans l'Iowa.
Quand il était en terminale, il a également entretenu une brève liaison homosexuelle avec un client de la librairie où il travaillait durant l'été avant de revenir à nouveau vers Vanessa[2]. A la fin de la saga, Vanessa et lui comprennent qu'ils s'aiment encore et se l'avouent enfin.
Liste de ses conquêtes amoureuses : Serena Caroline Van der Woodsen, Vanessa Marigold Abrams, Mystery Craze, Elise Wells, Monique, Bree, Greg.
Liste de ses ami.e.s : Zeke Freedman, Marx, ...

## Dans la série
Dan "Le Garçon Solitaire" Humphrey est le fils du rockeur Rufus Humphrey et de Alison, une femme qui les, semble-t-il abandonné, et le grand frère de Jenny Humphrey. Vanessa Abrams est sa meilleure amie, il est amoureux d'elle sans s'en rendre compte durant une partie de la série. Il réside avec sa famille à Brooklyn et étudie dans le lycée privé pour garçon St. Jude. Il est amoureux de Serena Van Der Woodsen depuis ses 15 ans, il l'a rencontré lors d'une soirée où il a été invité par erreur, et elle a été la seule personne gentille avec lui. Durant le début de la série Dan n'apprécie pas du tout l'amie d'enfance de Serena, Blair Waldorf, mais leur amitié se développera au fil de la série.

### Saison 1
La série débute sur le retour de Dan et Jenny chez leur père qui habite désormais à Brooklyn en tant qu'artiste, à New York. On comprend dès le début que les moyens de Dan ne sont vraiment pas les mêmes que ses camarades vivant dans un monde de luxe et d'opulence. 
Dan est l'une des premières personnes à revoir Serena en personne, de retour à New York elle aussi après un an en internat. Durant l'épisode pilote il la pousse accidentellement, trouvant son téléphone et lui redonnant le lendemain. Il aura alors une conversation avec elle et la mère de Serena, s'enchaînant avec un rencard proposé par Serena, black-listée de la soirée "Kiss on The Lips" que Blair organise. Leur premier rencard sera plutôt mouvementé, Jenny ayant besoin d'aide au milieu de la nuit obligeant le couple à aller à la soirée pour la sauver. Serena aidera Jenny à se dégager de Chuck Bass qui a essayé d'abuser d'elle. Dan est très embarrassé de la situation et gère mal la fin de son rencard, ne faisant pas la bise à Serena quand elle part. Un second rendez-vous aura lieu mais Dan ne voudra plus de Serena après que Blair lui raconte qu'elle a couché avec Nate Archibald alors qu'il était en couple avec Blair. Leur couple deviendra un centre d’intérêt pour Gossip Girl, ainsi que Dan lui-même, alors qu'elle ne s'intéresse normalement pas aux personnes vivant en dehors de l'Upper East Side.
À l’évènement dédié aux écoles de l'Ivy League, Blair annonce à tout le monde que Serena est une patiente au centre psychiatrique Ostroff car elle est présumée alcoolique. Serena va alors aller devant tout le monde pour leur mentir et protéger son frère, qui est le véritable patient du centre Ostroff. Dan est surpris de cette révélation, surtout que Serena lui a dit faire des efforts pour changer de son ancien train de vie. Jenny racontera alors à Dan la vraie version de cette intervention, ainsi Dan redeviendra compréhensif envers Serena en voyant ses efforts pour protéger sa famille. Cet évènement renforcera donc leur relation, contrairement à ce que Blair souhaitait.
Dan et Serena en couple, un nouveau personnage entre en scène : Vanessa. Elle est la meilleure amie de Dan et vient d'arriver à New York, elle comprend rapidement que Serena a pris de l'importance dans la vie de Dan, elle en devient donc jalouse. Cependant, Vanessa traînant souvent avec Dan et ayant plus de points communs avec lui, Serena deviendra elle aussi jalouse de Vanessa, surtout quand Dan ira voir Vanessa en prétextant une autre raison.
Gossip Girl annonçant que Serena a été vu achetant des tests de grossesse, il prend peur car ils ont déjà couché ensemble. Son père est mis au courant et est très fâché que son fils puisse être un père à son âge. Dan explique qu'il restera avec Serena quoi qu'il se passe car il l'aime. Il dit la même chose à Serena qui lui dira alors qu'elle n'est pas enceinte. Plus tard, Dan redit à Serena qu'il l'aime et elle répond "D'accord" ce qui n'était pas la réponse qu'il attendait. Elle lui demanda plus tard pourquoi il l'aime et Dan fit une liste de ses raisons. Elle lui dit alors qu'elle l'aime aussi, mais qu'elle doit aider Blair au lieu de rester avec lui.
Quand Georgina Sparks arrive dans l'Upper East Side avec l'intention de transformer la vie de Serena en cauchemar, elle apprend que Dan est son petit ami. Elle se fait alors passer pour « Sarah » et rencontre Dan sous sa fausse identité. Au fil des épisodes Dan et Vanessa prendront « Sarah » sous leurs ailes pour l'aider en pensant que celle-ci n'est qu'une nouvelle dans l'Upper East Side.
À la fin de la première saison, Dan rompt avec Serena car il trouve qu'elle lui cache trop de choses. Quelques heures après sa rupture, il embrasse Georgina, pensant qu'elle est une gentille fille qui vient de rompre avec son copain psychotique. Serena lui révélera la véritable identité de Georgina allias "Sarah". Dan et Blair travailleront alors ensemble pour que Georgina retrouve ses parents et soit obligée de partir dans un centre chrétien. Dan et Serena reprennent contact mais Dan met fin à leur relation. 

### Saison 6
Au début de la saison, Dan publie certain des chapitres de son second livre sur sa vie dans L’Upper East Side, quitte à blesser certain de ses amis. On peut voir également qu’il porte toujours un intérêt amoureux pour Blair malgré leur « rupture », il hésite à faire publier son chapitre sur elle et essaye de la reconquérir. Mais lors d’un épisode, Sage la fille de Steven (le compagnon de Serena) dévoile une sex-tape, que Serena avait réalisé à l’encontre de Dan, celui-ci perd définitivement Blair et publie donc son chapitre. Serena et lui se remettent ensemble peu de temps après. Mais Dan ne sort avec elle que pour lui soutirer des informations et lui insuffler inspiration afin d'achever le dernier chapitre de son second livre ; cependant il se fait prendre à son propre jeu, et retombe amoureux d'elle. Son livre est publié et Serena le quitte mais il finit par lui donner le véritable chapitre sur elle. Dans le dernier épisode on apprend finalement que Gossip Girl n'est autre que Dan Humphrey qui a créé son propre personnage "lonely boy", il révèle l'information dans The Spectator. Et il se marie avec Serena.

## Autre
Dan serait né le 26 avril 1990 (En observant très attentivement à un moment de l'épisode 1 de la saison 4, on peut le voir écrit sur un certificat). 
Dans la série, Dan reste à peu près le même, sur certains points surtout : il adore lire et plus généralement la littérature, il est solitaire et peu populaire. Il est cependant beaucoup moins asocial et pessimiste dans la série, il est plus séduisant en comparaison de la description faite dans le livre, ne fume pas et n'est pas caféinomane. Il est aussi plus sûr de lui et n'hésite pas à se battre surtout avec Chuck Bass, lorsque celui-ci tente d'approcher sa jeune sœur, Jenny. 
Il est amoureux de Serena depuis longtemps et réussit à sortir avec elle dans la saison 1 puis 2 fois dans la saison 2 mais la quittera pour son professeur miss Carr. Son rêve est d'intégrer Dartmouth College puis Yale. 
Dans la saison 3, il sortira avec une actrice connue : Olivia Burke (interprétée par Hilary Duff), mais aussi avec Georgina Sparks, puis avec sa meilleure amie Vanessa Abrams. 
Relation avec Blair À partir de la saison 4, Dan se rapproche de Blair Waldorf, d'abord amicalement. Ils se découvrent de nombreux points communs, autres que leur affection respective pour Serena, et partagent une passion pour le cinéma, l'art et la culture en général. Dan s'entend très bien avec Blair, même si leur relation amicale est ponctuée de petites piques et de critiques. Ils n'assument pourtant pas cette amitié publiquement, et commencent à douter de la nature de leur relation. Ils s'embrassent afin de vérifier qu'il n'y a rien entre eux. Si ce baiser permet à Blair de se rendre compte que c'est de Chuck qu'elle est amoureuse, il est en revanche révélateur des sentiments amoureux de Dan envers la jeune femme. Il va jusqu'à lui écrire une scène d'amour dans son livre "Inside". 
Dans la saison 5, il soutient Blair quand elle est enceinte et quand elle rencontre des problèmes avec son futur mari, le prince Louis. C'est aussi lui qui va pousser Blair dans les bras de Chuck, souhaitant son bonheur avant tout. Après un accident de voiture qui a failli coûter la vie à Blair et Chuck, c'est encore lui qui soutiendra Blair, l'accompagnant voir un prêtre.
Quand Blair apprend que Louis ne l'a épousée que pour le business et ne l'aime pas, elle s'enfuit de son propre mariage avec Dan, sans connaître les sentiments amoureux qu'il éprouve à son égard. Il fait tout pour l'aider, mais elle ne se rend pas compte de ses efforts et lui reproche beaucoup de choses, avant de s'excuser et de lui avouer qu'elle tient à lui. Elle lui demande s'il sera là pour elle, et il lui dit « Toujours ». Il apprend par la suite que Blair est obligée de rester mariée avec Louis pendant un an. La raison ? Le contrat de mariage qui les lie et qui ne peut être brisé avant un an, à moins que la famille Waldorf paye une dot d'un montant ahurissant. 
Le jour de la Saint Valentin, Blair essaye à tout prix d'aider ses meilleurs amis Serena et Dan à renouer, ignorant toujours les sentiments que ce dernier éprouve pour elle. Lors d'une soirée organisée par Nate à l'Empire Hotel, elle encourage Dan à se jeter à l'eau, lui disant d'être aussi charmant et merveilleux qu'il l'a été avec elle depuis un an. Peu après, alors que Dan lui demande si Blair souhaite vraiment qu'il renoue avec Serena, elle lui répond qu'elle veut juste qu'il soit heureux et lui demande ce qui le rendrait heureux. Dan décide enfin de se jeter à l'eau et l'embrasse. Blair lui rend son baiser, mais ils sont interrompus par Serena, jalouse, et par Georgina, qui les prendra en photo, avant d'aller montrer le cliché à Chuck. 
Par la suite, Blair essayera de convaincre Serena qu'il n'y a que de l'amitié entre Dan et elle. Mais, après que Dan l'a à nouveau embrassée et qu'elle a lu ce qu'il a écrit sur elle dans son livre Inside, elle se rend compte qu'elle était dans le déni total et qu'elle avait effectivement des sentiments pour son meilleur ami. Serena lui avoue que, même si ce sera dur pour elle, elle ne sera pas un obstacle entre Dan et Blair. Malgré tout, elle semble souffrir en voyant les deux amoureux s'embrasser. Chuck, lui, prend moins bien la nouvelle histoire d'amour de Blair et fait tout pour les séparer. Mais Blair le repousse pour aller retrouver Dan, qui était persuadé qu'elle choisirait Chuck. Elle confie à Dan « J'ai dit à Chuck qu'il n'avait plus mon cœur, j'ai réalisé qu'il revenait à quelqu'un d'autre », et ils s'embrassent en souriant. Elle lui demande ensuite : « Alors Dan, tu vas m'inviter à entrer ? ». Celui-ci, un peu étonné qu'elle l'appelle par son prénom, et non par son nom de famille comme elle le fait le plus souvent, lui demande de le répéter. Et, toujours avec de grands sourires, ils continuent de s'embrasser, au fur et à mesure que Blair répète « Dan ». Dans le dernier épisode de la série, on apprend que Dan se marie avec Serena.